# Vĩnh Thịnh, Gia Lai
Vĩnh Thịnh là một xã thuộc tỉnh Gia Lai, Việt Nam.
Xã Vĩnh Thịnh có diện tích 51,46 km², dân số năm 2005 là 6.476 người, mật độ dân số đạt 126 người/km².

## Hành chính
Xã Vĩnh Thịnh được chia thành 9 thôn: An Ngoại, An Nội, M2, M3, Vĩnh Bình, Vĩnh Định, Vĩnh Hòa, Vĩnh Thái, Vĩnh Trường.